# Tacomská úžina

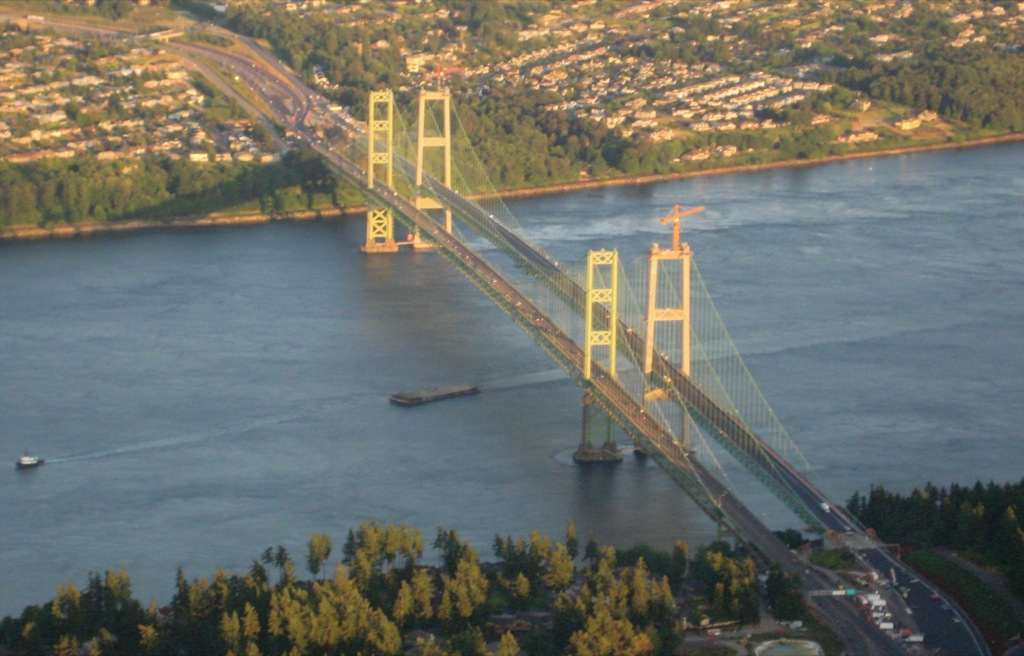
Tacoma Narrows Bridges.

Tacomská úžina (angl. Tacoma Narrows) je úžina v Pugetově zálivu, která od sebe odděluje město Tacoma a Kitsapův poloostrov. Přes úžinu se lze dostat po jednom z mostů Tacoma Narrows Bridges, které jsou částí silnice Washington State Route 16. Dřívější most spadl krátce po uvedení do provozu. Úžinu obývá jeden z největších druhů chobotnic na světě, chobotnice velká.